# Крупчак, Владимир Ярославович
Влади́мир Яросла́вович Крупча́к (род. 29 января 1958 года, д. Быково, Вилегодский район, Архангельская область, РСФСР, СССР).

## Биография
Родился 29 января 1958 года в деревне Быково (Вилегодский район, Архангельская область).
В 1980 году окончил Архангельский государственный медицинский институт.
С 1990 по 2000 год — генеральный директор ООО ПКП «Титан». В 1994 году окончил бизнес-школу университета в г. Портленд (США).
С 1996 по 2004 год — председатель совета директоров ОАО «Архангельский ЦБК», ЗАО «Лесозавод 25» и президент Группы компаний «Титан». Также, с 1997 по 2000 год — генеральный директор ОАО «Архбум». В 1998 году окончил Всероссийский заочный финансово экономический институт.

### Политическая деятельность
Избирался депутатом по 61 одномандатному округу от Архангельской области.
С 2000 по 2003 год — депутат Архангельского областного собрания депутатов, председатель комиссии по экологии, лесному хозяйству и лесопромышленному комплексу.
С 2004 по 2007 год — Депутат Государственной думы IV созыва. Председатель подкомитета по лесным ресурсам Комитета по природным ресурсам и природопользованию.
С 2008 года не участвует в политической деятельности.

## Семья
Женат. Имеет 7 детей.

## Научные степени
- 13 июня 2000 года — степень кандидата экономических наук.
- 23 декабря 2004 года — степень доктора экономических наук.

## Награды
- Медаль ордена «За заслуги перед Отечеством» II степени (21 мая 1999 года) — за успешную подготовку и активное участие в XXI чемпионате мира по хоккею с мячом в городе Архангельске[5].
- Орден «За заслуги» III степени (29 октября 2003 года, Украина) — за весомый личный вклад в сохранение национально-культурных традиций украинцев в России[6].
- лауреат Национальной премии имени Петра Великого в номинации «Лидер российского бизнеса в ЛПК-2002».
- орден «За благодеяние».